# Atlântida (RTP)
A Atlântida é um programa televisivo semanal que dá a conhecer as regiões autónomas dos Açores e da Madeira, contando com a participação de grupos folclóricos, bandas, tunas, coros, etc. Produzido pela RTP Açores e RTP Madeira e apresentado por Sidónio Bettencourt (Açores) e Duarte Rebolo (Madeira).
O programa é exibido todos os sábados na RTP Madeira e na RTP Açores, sendo que o local onde ocorre é alternado, uma semana na Madeira outra nos Açores. É, também, transmitido pela RTP Internacional.

## História
De destacar que este programa, na semana em que se passava na Madeira, fora apresentado por Maria Aurora, uma destacada personalidade popular madeirense.